# Guillem Ernest de Saxònia-Weimar
Guillem Ernest, duc de Saxònia-Weimar (19 d'octubre de 1662 – 26 d'agost de 1728) va ser un duc de Saxònia-Weimar.
Nasqué a Weimar. Va practicar i favorir el luteranisme.
Quan el seu pare morí el 1683, el succeí com a duc, però va ser obligat a governar, junt amb el seu germà més jove, Joan Ernest III. Com que Joan Ernest III era alcohòlic, Guillem Ernest va acabar prenent el control total del govern del ducat.
El compositor Johann Sebastian Bach treballà per al duc des de 1708, primer com a organista, i posteriorment com a konzertmeister. Per un desacord amb el duc, Bach, finalment va ser arrestat i va dimitir del servei del duc.
En morir aquest duc, el seu nebot, Ernest August, el succeí.